# Bathyraja pallida
Bathyraja pallida is een vissensoort uit de familie van de Arhynchobatidae. De wetenschappelijke naam van de soort is voor het eerst geldig gepubliceerd in 1967 door Forster.